# Arteră epigastrică superioară
În anatomia umană, artera epigastrică superioară este un vas de sânge care transportă sângele oxigenat către peretele abdominal și mușchiul abdominal drept superior. 

## Anatomie
Artera epigastrică superioară se desprinde din artera toracică internă (denumită artera mamară internă în diagrama însoțitoare). Se anastomozează cu artera epigastrică inferioară la nivelul ombilicului.  De-a lungul cursului său, este însoțit de o venă numită în mod similar, vena epigastrică superioară. 

## Fiziologie
În cazul în care se anastomozează, artera epigastrică superioară furnizează sângele pentru partea anterioară a peretelui abdominal, mușhiul abdominal drept superior, și o parte din diafragmă.

## Colateralizarea în boală

### Boala vasculară
Arterele epigastrice superioare, arterele epigastrice inferioare, arterele toracice interne și artera subclaviculară stângă și artera subclaviculară dreaptă / brahiocefalică sunt vase colaterale către aorta toracică și aorta abdominală. Dacă aorta abdominală dezvoltă o stenoză și / sau un blocaj semnificativ (cum ar putea fi cauzat de ateroscleroză), această cale colaterală se poate dezvolta suficient, în timp, pentru a furniza sânge membrelor inferioare.

### Coarctarea aortei
O aortă îngustată congenital, datorită coarctației, este adesea asociată cu o mărire semnificativă a arterelor toracice și epigastrice interne.